# Jean Toche
Jean Toche (Pseudonym; * 15. August 1932 in Brügge, Belgien als Jean Xavier Van Imschoot; † 9. Juli 2018 in Staten Island, New York, USA) war ein belgisch-amerikanischer Künstler und Dichter. Zu Beginn seiner Karriere war er als Jazzmusiker und abstrakt-expressionistischer Maler tätig. Später freundete er sich mit den politischen Künstlern Marcel Broodthaers und Al Hansen an.

## Leben

### Familie, Kindheit und Jugend
Jean Toche wurde am 15. August 1932 als Jean Xavier Rene Octave Marie Ghislan Van Imschoot in Brügge in Belgien geboren. Im Jahr 1950 begann er mit Studien der Medizin und Jura an der Universität Brüssel; im Jahr 1954 schloss er ein Studium der englischen Literatur an der Universität London ab. Im Jahr 1959 heiratete er die US-amerikanische Balletttänzerin Virginia Poe.
1960 zeigte die Galerie Le Zodiaque in Brüssel Werke Toches mit abstrakter Malerei in einer Einzelausstellung. Ab 1964 studierte er an der Sorbonne in Paris Politikwissenschaften. Im folgenden Jahr traf er mit Marcel Broodthaers zusammen. Im Jahr 1965 zog er mit seiner Frau nach New York City, wo er Al Hansen kennenlernte.
1966 sollte Toche am illustren Destruction in Art Symposium (DIAS) von Gustav Metzger in London teilnehmen, um das Thema „Zerstörung in der Kunst“ zu diskutieren. Nachdem am Vorabend des Symposiums ein Chaos um Robin Pages Performance „Krow I“ entstanden war, zog er sich aber zurück.
In den 1960er- und 1970er-Jahren wurde Toche in New York durch politische Kunstaktionen gegen den Vietnamkrieg, Rassismus und Zensur bekannt. Er kritisierte den Irakkrieg und seine Folgen, aber auch die Sicherheits- und Sozialpolitik der Vereinigten Staaten. Er war Mitglied der Artist Workers’ Coalition.

### Guerrilla Art Action Group(1969–1976)
Im Oktober 1969 gründete Toche gemeinsam mit seinen Kollegen Jon Hendricks (* 1939 in Evanston, USA) und Poppy Johnson die Kunstgruppe Guerrilla Art Action Group (GAAG), die radikal-politische Aktionskunst betrieb. Damit wollten die Künstler gegen die Starrheit von Kunstinstitutionen, insbesondere des Museum of Modern Art (MoMa) in New York, agieren. Da die Familie Rockefeller einerseits im Vorstand des Museums vertreten war und andererseits von der Waffenindustrie des Vietnamkriegs profitierte, sah die Guerilla Art Action Group die etablierten Kunst- und Kulturinstitutionen als „Teil jener Machtstruktur, die uns den Krieg brachte, die die Ungleichheit von Geschlechtern, Rasse und so weiter in diesem Land brachte, von Reich gegen Arm“. Mit öffentlichen Aktionen, Theater und Performances versuchten sie, sich hinter symbolischen Aktionen zu verstecken und ein Publikum jenseits der Kunstszene zu erreichen. Bis heute beeinflussen seine Aktionen Bewegungen wie die Besatzungsbewegung weltweit.
Bis 1976 führten die Künstler zahlreiche Aktionen durch: 1970 verbrannten sie zwei zu einem Sack vernähte und mit Knochen gefüllte US-amerikanische Flaggen. Toches Angriffe gegen die Politik der Bush-Regierung waren offensiv und aggressiv, aber auch humorvoll.
Mehrfach geriet Toche in Konflikt mit der Justiz. 1970 wurden er, Jon Hendricks und die afroamerikanische Künstlerin Faith Ringgold wegen „Flaggenentweihung“ bei der American Flag Show in der Judson Memorial Church im Viertel Greenwich Village des New Yorker Stadtteils Manhattan verhaftet. Sie wurden zu einer Geldstrafe zu je 100 US-Dollar oder 30 Tagen Haft verurteilt. Für die Freilassung der „Judson Three“ setzten sich damals auch Yoko Ono und John Lennon ein.
Im März 1974 wurde Toche vom FBI verhaftet, weil er mit einigen Werken in amerikanischen Museen die Polizei heftig kritisiert hatte. Als Folge der Inhaftierung unterzeichneten über dreihundert Künstler eine Petition für seine Befreiung.
Am 13. Dezember 1976 löste sich die Gruppe auf.

### Ab 1976, Tod
Krankheitsbedingt machte Toche eine lange Pause mit der Kunstproduktion. Im Jahr 1997 wurde er Bürger der Vereinigten Staaten. Als seine Frau im Jahr 2000 an einer Krebserkrankung gestorben war, begann er wieder mit der Kunst. In der Zeit von 2000 bis 2014 produzierte Toche Mail Art. Er versandte Stellungnahmen und politische Kommentare in Agitpropmanier einzig seinen Überzeugungen verpflichtet. Seine Mail Art wurde in das Archiv der Akademie der Künste in Berlin aufgenommen. 
Im Jahr 2014 verstummte Jean Toche künstlerisch. Er hielt den Kunstbetrieb für opportunistisch und distanzierte sich davon. Die Funktion des Kunstraums bestand für ihn darin, seine Positionen öffentlich zu machen. Man konnte keine Arbeit von ihm erwerben oder ihn für eine neue Auflage eines bereits existierenden Werkes gewinnen.
Am 9. Juli 2018 wurde Jean Toche im Alter von 85 Jahren in seinem Haus auf Staten Island (New York), wo er lebte und arbeitete, tot aufgefunden.